# Stadion von Delphi
Das Stadion von Delphi, laut Inschriften auch Pythisches Stadion (altgriechisch πυθικόν στάδιον pytikon stadion), gehört zur Orakelstätte von Delphi. Es ist das höchstgelegene Bauwerk der archäologischen Stätte und liegt nordwestlich oberhalb des eigentlichen Apollon-Heiligtums. Das hufeisenförmige Stadion wurde vermutlich im 5. Jahrhundert v. Chr. errichtet, mehrfach ausgebaut und gilt heute als das am besten erhaltene antike Stadion in Griechenland. Sein innerer Wettkampfbereich misst 178 Meter mal 26 Meter und es fasste etwa 7000 Zuschauer auf zwei längsseitigen und einer Kurventribüne. Vom 6. Jahrhundert v. Chr. bis zum 4. Jahrhundert n. Chr. war es Austragungsort der Pythischen Spiele, die im Reigen der Panhellenischen Spiele jeweils im Jahr vor den Olympischen Spielen stattfanden.

## Lage

Das Stadion ist an Position "B"

Das Stadion liegt etwa 100 Meter nordwestlich deutlich über dem umfriedeten Bezirk des eigentlichen Apollon-Heiligtums am Fuß einer Felswand des Rhodini zwischen den Hädriaden-Felsen und dem Agios Ilias. Es ist von Südost nach Nordwest ausgerichtet. Hauptzugang und Startanlagen befinden sich am nordwestlichen Ende, das dem Heiligtum zugewandt ist. Das Stadion wurde in der Antike, wie heute auch, über die verlängernde Fortsetzung der "Heiligen Straße" erreicht, die sich vom linken Seiteneingang (Parodos) des Theaters nach oben windet.

## Geschichte
Laut einer Inschrift in der Südwand wurde ein erstes Stadion im 5. Jahrhundert v. Chr. gebaut. Ursprünglich gab es für das Publikum nur eine Nordtribüne ohne steinerne Sitzplätze. Es saß entweder auf Holzsitzen oder auf dem Boden. Erst um 100 v. Chr. wurde die Südtribüne gebaut. Die ältesten heute sichtbaren Teile des Stadions stammen aus der Zeit um 300 v. Chr. Den letzten, allerdings nicht ganz fertig gestellten Ausbau mit steinernen Sitzen, Brunnenanlage und Ehrentor stiftete Herodes Atticus zu Zeiten Hadrians im 2. Jahrhundert n. Chr. Das Stadion wurde 394 n. Chr. aufgegeben. Cyriacus von Ancona schreibt, das Stadion sei bei seinem Delphi-Besuch im Jahr 1438 nahezu intakt gewesen. Danach wurde es jedoch zunehmend mit Erde bedeckt und als Weidefläche genutzt, sodass William Martin Leake nach seinem Besuch in den 1830er Jahren berichtet, es seien nur noch die obersten Sitzreihen sichtbar.

## Architektur
Die Stadion ist hufeisenförmig mit zwei längsseitig von Nordost nach Südwest verlaufenden Tribünen, die durch eine südwestliche Kurventribüne verbunden sind. Die Länge der Wettkampffläche des erhaltenen römischen Stations ist mit 177,55 Meter etwas kürzer als die des ursprünglichen griechischen Stations, das 178,35 Meter maß. Die Breite beträgt 25,50 Meter. Ursprünglich wurden Läufe auf bis zu 20 Bahnen nebeneinander ausgetragen, die später auf 17 reduziert wurden. Der Stadioneingang liegt am südöstlichen Ende, hier stützten vier massive Säulen einen monumentalen Eingang mit drei Bögen; in den beiden mittleren gab es Nischen für Statuen. Überreste dieser Säulen wurden den Ausgrabungen östlich der Apsis gefunden.
An beiden Enden der Bahn befinden sich steinerne Startschwellen (altgriechisch βαλβίς Balbis) mit Kerben, in denen die Zehen der Läufer beim Start Halt fanden. Die gut sichtbaren quadratischen Aussparungen in den Platten dienten der Aufnahme von Pfosten, die die Läufer trennten und zur antiken Startanlage (Hysplex) gehörten. Grund dafür, Startschwellen an beiden Enden der Bahn zu platzieren war, dass sowohl beim einfachen Stadionlauf (altgriechisch σταδίου δρόμος stadíou drómos) als auch beim doppelten Stadionlauf (altgriechisch Δίαυλος Diaulos) – nach einer Wende – der Zieleinlauf an gleicher Stelle erfolgen sollte.
Die Zuschauerränge mit insgesamt 7000 Plätzen befinden sich an der nördlichen und der südlichen Längsseite sowie in der diese beiden Ränge verbindenden West-Kurve (Sphendon) am dem Eingang gegenüberliegenden südwestlichen Ende der Bahn. Die Tribühnen sind gegenüber der Wettkampfbahn um 1,30 Meter durch ein Podium erhöht. Die längsseitige Nordtribüne nutzt das ansteigende Gelände, ihre zwölf steinernen Sitzreihen sind in den Hang hinein gehauen und gebaut. Die kleinere talseitige Südtribüne basiert auf einer Stützmauer und besteht aus lediglich sechs Sitzreihen. So besteht von den oberen Plätzen der Nordtribüne ein Panoramablick bis in die Ebene. In der Mitte der Nordtribüne ersetzt eine lange Bank mit Rückenlehne zwei Sitzreihen. Hier saßen Kampfrichter und andere privilegierte Personen. Als Publikums-Zugang dienten Treppen, die beide Längstribünen in jeweils vier Blöcke unterteilen, sowie ein über den Sitzreihen rundherum verlaufender Gang. Oberhalb des Ganges befand sich hangseitig eine Trockensteinmauer zum Schutz gegen Steinschlag.
Am nordwestlichen Ende stand ein öffentlicher Trinkbrunnen. Im Jahr 1971 wurden in den römischen Trümmern Fragmente dorischer Architekturelemente eines Brunnens aus dem 6. Jahrhundert v. Chr. gefunden, der bereits vor dem Stadion dort gestanden haben muss.
Das Material der Sitze ist entgegen der Beschreibung des Pausanias nicht Marmor, sondern weißer Kalkstein aus dem umliegenden Parnass. Möglicherweise war ursprünglich Marmor vorgesehen, anstelle dessen nach dem Tod des finanzierenden Mäzens Herodes Atticus im Jahr 177 kostengünstigerer lokaler, immerhin auch weißer Kalkstein verwendet wurde.
Trotz Konservierung und Restaurierung ist ein Großteil der Südterrassenmauer abgesackt und muss rekonstruiert werden.

## Nutzung

Plakat der wiederbelebten Spiele

Hauptereignis waren die jeweils im Jahr vor den Olympischen Spielen stattfindenden Pythischen Spiele. Sie waren Teil der Panhellenischen Spiele und nach den Olympischen Spielen die wichtigsten des antiken Griechenland. Ursprünglich hatten in Delphi nur musische Wettbewerbe stattgefunden, die im Theater ausgetragen wurden. Erster und zunächst einziger Wettbewerb war Gesang zur Kithara. Der Stadionbau erfolgte mit oder zur Erweiterung der Wettbewerbe um athletische und Pferderennen. Dabei wurden nur die leichtathletischen Wettbewerbe (Laufen, Werfen, Springen) im Stadion ausgetragen, denn für Ring- und Boxkämpfe stand unterhalb der heutigen Asphaltstraße eine Palästra zur Verfügung. Wagen und Pferderennen wurden in einem Hippodrom in der Ebene unterhalb von Delphi ausgetragen, dessen genauer Standort heute unbekannt ist.
Obwohl die musischen Wettbewerbe hauptsächlich im Theater stattfanden, lässt eine Inschrift aus dem 2. Jahrhundert darauf schließen, dass im Station zumindest auch musikalische Darbietungen stattfanden. Diese Inschrift erwähnt Satyr, den Samianer, der eine Hymne "für den Gott und die Griechen" (για τον θεό και τους Έλληνες) mit Kithara-Begleitung vorgetragen habe.
Anfang des 20. Jahrhunderts initiierten der griechische Dichter Angelos Sikelianos und seine US-amerikanische Ehefrau Eva Palmer analog zu Coubertins Olympischen Spielen der Neuzeit eine Wiederbelebung der Pythischen Spiele von Delphi, die erstmalig 1927 und zuletzt 1930 stattfanden. Im Zuge dessen fanden nicht nur athletische, sondern auch reiterische Wettkämpfe – ahistorisch – im Stadion statt.

## Trivia
An der Ostseite der Stützmauer ist eine Inschrift eingelassen. Sie untersagt, den für heilige Rituale bestimmten Wein mit herauszunehmen. Sinn und Zusammenhang mit dem Stadion sind schleierhaft. Daher vermuten Epigraphiker, es handele sich um einen ursprünglich an anderem Ort genutzten Stein, der im Stadion als Baumaterial wiederverwendet wurde.